# Marpésia
Segundo a mitologia grega, Marpésia ("raptora") foi uma Rainha das amazonas e irmã de Lâmpedo. Elas governaram com Hipo depois da morte de Lisipa. Marpésia foi uma das governantes que ajudaram a estabelecer a cidade de Éfeso e fundou a cidade de Temiscira, capital das amazonas. Ela também estabeleceu uma cidade nas montanhas do Cáucaso referida como "Rocha de Marpésia" ou "Penhasco Marpésia". Alexandre, O Grande mais tarde construiu portões que seriam chamados de "Portas da Alexandre". Esta era uma localidade do Rio Termódona, na Capadócia. Estas irmãs estenderam a influência das amazonas para a Europa e para a Ásia Menor tornando-se uma ameaça terrível para aquela parte do mundo. Marpésia foi sucedida pelas irmãs Sinope e Orítia depois de ter sido morta numa batalha por causa de uma invasão por bárbaros asiáticos.